# Grèce au Concours Eurovision de la chanson 2021
La Grèce est l'un des trente-neuf pays participants du Concours Eurovision de la chanson 2021, qui se déroule à Rotterdam aux Pays-Bas. Le pays est représenté par la chanteuse Stefania Liberakakis — sous le nom de scène Stefania — et sa chanson  Last Dance, sélectionnées en interne par le diffuseur grec ERT. Le pays se classe 10e avec 170 points lors de la finale.

## Sélection
Le 18 mars 2020, jour de l'annulation de l'édition 2020, le diffuseur ERT confirme sa participation au Concours Eurovision de la chanson 2021 et annonce que le pays sera représenté par Stefania Liberakakis, déjà sélectionnée pour 2020. Sa chanson, intitulée Last Dance, est présentée le 10 mars 2021.

## À l'Eurovision
La Grèce participe à la deuxième demi-finale du 20 mai 2021. Elle s'y classe 6e avec 184 points, se qualifiant donc pour la finale. Lors de celle-ci, elle termine à la 10e place avec 170 points.